# St. Martin (Göllheim)
Die Kirche St. Martin war eine Kirche in Göllheim, einer Ortsgemeinde im Donnersbergkreis in Rheinland-Pfalz, die bis auf ihren Turm mittlerweile abgegangen ist.

## Lage
Die Kirche stand im alten Ortskern, wo sich mittlerweile die evangelische Kirche befindet, in die der erhaltene Chorturm der Martinskirche integriert wurde.

## Geschichte
Es handelt sich um die erste baulich fassbare Kirche am Ort. Über das ursprüngliche Aussehen der dem heiligen Martin von Tours geweihten Kirche gibt es bis auf eine Grundrisszeichnung keine gesicherten Angaben. Von diesem Bau steht lediglich noch der Turm aus dem 14. Jahrhundert. Das dreischiffige Langhaus wurde in der Mitte des 18. Jahrhunderts abgebrochen und 1765 durch einen querrechteckigen Saalbau ersetzt.

## Architektur
Aussehen und Konstruktion – ehemaliger Zinnenkranz und niedriger Spitzhelm – lassen auf eine Wehrkirche schließen. Auf der Südseite ist über dem Spitzbogenfenster im Erdgeschoss eine Wappenrose angebracht, welche die Beziehung der Kirche zum Kloster Rosenthal symbolisiert.

## Innenausstattung
Neben dem dem hl. Martin geweihten Hauptaltar befanden sich noch zwei Nebenaltäre in der Kirche; einer für St. Nikolaus und einer für den heiligen Laurentius. 1396 wird ein weiterer Altar mit mehreren Titeln, namentlich Heilig Kreuz, St. Johannes der Täufer und St. Katharina, gestiftet.